# Terentius Neo e la moglie
Terentius Neo e la moglie è un affresco conservato presso il Museo archeologico nazionale di Napoli, rinvenuto nella casa di Terenzio Neo negli scavi archeologici di Pompei.
L'affresco ritrae una coppia di pompeiani, quasi certamente marito e moglie. Essi vengono comunemente indicati come "Paquio Proculo e sua moglie", a causa di una scritta rinvenuta sull'esterno della casa; in realtà si tratterebbe del panettiere Terentius Neo, come rivelerebbe un graffito rinvenuto all'interno della casa, mentre la scritta esterna apparteneva ad un manifesto di propaganda elettorale a favore di Paquio Proculo, effettivamente poi eletto come duoviro di Pompei. 
Il panettiere - che possedeva il suo pistrinum sulla via dell'Abbondanza -  sull'affresco si presenta abbigliato con la toga, qualificandosi in tal modo come cittadino romano
Si è ipotizzato, inoltre, che i caratteri somatici dei due personaggi raffigurati ne tradiscano le origini sannitiche, che spiegherebbe il desiderio di ostentazione dello stato sociale raggiunto: l'uomo raffigurato stringe infatti un rotolo di papiro (rotulus), mentre la donna tiene in mano una tavoletta cerata e lo stilo, suggerendo che l'uomo si occupasse di attività pubbliche o culturali e che la donna si occupasse invece dell'amministrazione della casa e degli affari: infatti le tavolette cerate rinvenute a Pompei che presentano ancora tracce di iscrizioni, sono tutte a carattere commerciale ed economico (contratti di fitto, ricevute, compravendite, note di addebito o di accredito, ecc.).